# Источноазијска калиграфија
Калиграфија широко се ради и поштује у источноазијској цивилизацији које користе или су користили кинеске знакове. Оне укључују Кину, Јапан, Кореју, те у мањој мери, Вијетнам. Осим што је калиграфија умјетност у сопственом праву, такође је утицала на суми-е, који су рађене сличним предметима и техником. Источноазијска традиција калиграфије настала је и развила се у Кини, посебно за писање кинеске знакове са мастилом и четкицом. Постоји општа стандардизација у различитим стиловима калиграфије у источноазијској традицији. Калиграфија је такође довела до развоја многих других облика умјетности у источној Азији, укључујући резбарија печата, сликовитих предмета и писарских камена.

## Предмети: Четири драгоцености радионице
Папир, тинта, четкица и писарски камен су неопходни прибори за источно азијску калиграфију: Они су заједно познати називом „четири драгоцености радионице“ (упрош: 文房四宝; трад: 文房四寶) у Кини, и „четири пријатеља радионице“ (HG: 문방사우 / HJ: 文房四友) у Кореји.

## Печат
Радови калиграфије су обично завршени од стране умјетника са стављањем његов или њен печат на самом крају, у црвеној тинти. Печат служи функцију потписа.

## Рад
Како се четкица држи зависи о калиграфијској жанри који се ради. За кинеску калиграфију, начин како се држи четкица је више посебна, четкица се држи усправно и држана је између палца и средњег прста. Кажипрст лагано додирује горњи део дршке (стабилизајући је), док прстењак и мали прст су натурени испод доњег дела дршке. Длан је празан, и могли бисте бити у стању да држите једно јаје у тим простору. Ова метода, иако почетници тешко држи правилно, омогућава већу слободу кретања, контролу и извршење потеза. За јапанске калиграфије, четкица се држи у десној руци између палца и кажипрста, слично као оловка у Западу.